# Grenadine
Le Grenadine (in inglese Grenadines) sono un arcipelago caraibico di oltre 600 isole nelle Isole Sopravento meridionali.

## Posizione geografica
Le Grenadine sono divise tra gli stati insulari di Saint Vincent e Grenadine e di Grenada. Sono comprese tra le isole di Saint Vincent a nord e di Grenada a sud. Nessuna di queste due isole appartiene al gruppo delle Grenadine. Appartengono a  Saint Vincent e Grenadine le isole a nord del Canale della Martinique, mentre quelle a sud appartengono a Grenada.

## Isole principali

### Saint Vincent e Grenadine
Queste isole costituiscono la Parrocchia delle Grenadine.
- Young Island
- Bequia
- Moonhole Rock
- Petit Nevis
- Quatre
- Bettowia
- Baliceaux
- Mustique
- Petite Mustique
- Savan
- Petite Canouan
- Canouan
- Mayreau
- Tobago Cays
- Union Island
- Petit Saint Vincent
- Palm Island
- Mopion

### Grenada
- Carriacou, 27,5 km², 7 400 abitanti, con capoluogo Hillsborough
- Saline, 0,3 km², disabitata
- Frigate, 0,4 km², disabitata
- Ronde, 3,2 km², disabitata
- Large, 0,5 km², disabitata
- Petite Martinique, 3,7 km², 550 abitanti, con capoluogo North Village